# Santuario di Maria Santissima dell'Itria
Il santuario di Maria Santissima dell'Itria, fino al 1997 chiesa della Trinità, sorge oltre piazzetta Bellavista, non lontano da piazza della Repubblica, centro della città ed è una delle più antiche di tutta Polistena.

## Storia
Dell'originale edificio si hanno notizie già dal 1541, quando fu aggregato alla Basilica Lateranense di Roma, poi esso fu raso al suolo dal disastroso terremoto del 1783. Ricostruita poco dopo, la chiesa, a navata unica, esternamente si presenta con facciata a due piani con due ordini di colonne granitiche (opera di Raffaele Rovere, capo-mastro polistenese dell'800), per la muratura perimetrale, mentre la facciata fu realizzata partendo dai disegni di Francesco Morani (1804). Le colonne granitiche furono invece montate dal padre di Francesco Jerace. Vi sono inoltre un portale in pietra e una vistosa cupola di piastrelle maiolicate policrome. La cripta conserva i resti di numerosi illustri cittadini legati alla Confraternita; nella navata di sinistra, sotto il gruppo statuario della Deposizione, è visibile la sepoltura di Donna Ottavia Valensise Fazzari (S.Giorgio M. 1829- Polistena 1861), moglie prematuramente scomparsa del musicista Michele Valensise (1822-1890) e molto amata in paese per le sue numerose opere caritatevoli.

## Descrizione
All'interno si conservavano una serie di "tesori", alcuni dei quali però andarono distrutti o seriamente danneggiati a causa dell'incendio del 22 maggio 1988, causato da un probabile corto circuito partito dal soffitto in legno a cassettoni (opera dell'ebanista polistenese Francesco Mancuso nei primi anni del Novecento, è stato ricostruito ex novo nel restauro della chiesa), per poi propagarsi alle altre strutture. 
Malgrado i lavori di ripristino conclusi nel 1996, la chiesa oggi si presenta rimaneggiata; tuttavia all'interno si conservano varie opere, tra cui: una piccola icona posta sull'altare maggiore raffigurante la Santissima Trinità, ed è copia in dimensioni ridotte del quadro originale del pittore locale Giovan Battista Valensise (1824-1859), rubato dalla chiesa tanti anni fa; l'altare maggiore in marmi policromi fu ricostruito nel 1871 per volontà dell'Arcivescovo Domenico Maria Valensise (1832-1916) e proviene dall'antico convento dei Domenicani, distrutto nel terremoto del 1783. L'altare ha subito importanti danni nell'incendio del 1988 ed è stato restituito allo splendore originario dopo un lungo e difficoltoso restauro. 
Continuando la descrizione delle opere d'arte della chiesa, da segnalare un quadro di Brunetto Aloi del 1852 rappresentante la Madonna dell'Itria, attualmente non custodito in chiesa, così come una tempera su tavola della fine del XVI secolo sempre raffigurante la Madonna dell'Itria, e di ignoto "madonnaro" locale; un imponente gruppo statuario ligneo della Madonna dell'Itria, opera dell'artista serrese Vincenzo Scrivo del 1798, e che fu eroicamente strappato alle fiamme del suddetto incendio da alcuni giovani polistenesi, ancor prima dell'intervento dei vigili del fuoco (tale gruppo statuario viene portato trionfalmente in processione la seconda domenica di luglio per l'omonima festa); un altro imponente gruppo statuario in legno e cartapesta raffigurante la Deposizione (in dialetto "Schiovata"), in cui la scultura del crocefisso è opera di Francesco Morani mentre le altre statue in cartapesta furono modellate da Vincenzo Morani, e un tempo la "Schiovata" veniva fatta uscire il venerdì santo (la processione non si svolge più già da parecchi decenni per problemi organizzativi); un artistico pergamo in ferro battuto del 1885 (opera dell'artista polistenese Francesco Tripodi); le statue di san Giovanni Battista (con annesso altare in stucchi di Francesco Morani fatto a devozione del padre di Francesco Jerace nel 1859, alla base è annessa targa che lo dimostra), santa Lucia, san Raffaele e san Francesco d'Assisi, scolpito sempre dal Morani nel 1854. Infine dopo l'incendio sono stati installati sulle mura perimetrali (in gran parte rivestite anch'esse di marmi policromi) dei quadri con i momenti della Via Crucis.
Tra le opere distrutte, da menzionare il coro in legno, non più ricostruito, e soprattutto la grande pala d'altare del messinese Natale Carta, raffigurante sempre la Madonna dell'Itria, sostituita da una parete bianca al cui centro è stato posto un grande Crocefisso in legno e cartapesta con le braccia del Cristo mobili, restaurato nel 2015, che fino ad alcuni decenni fa veniva usato durante la funzione liturgica dell'agonia il Venerdì Santo.

## Galleria d'immagini

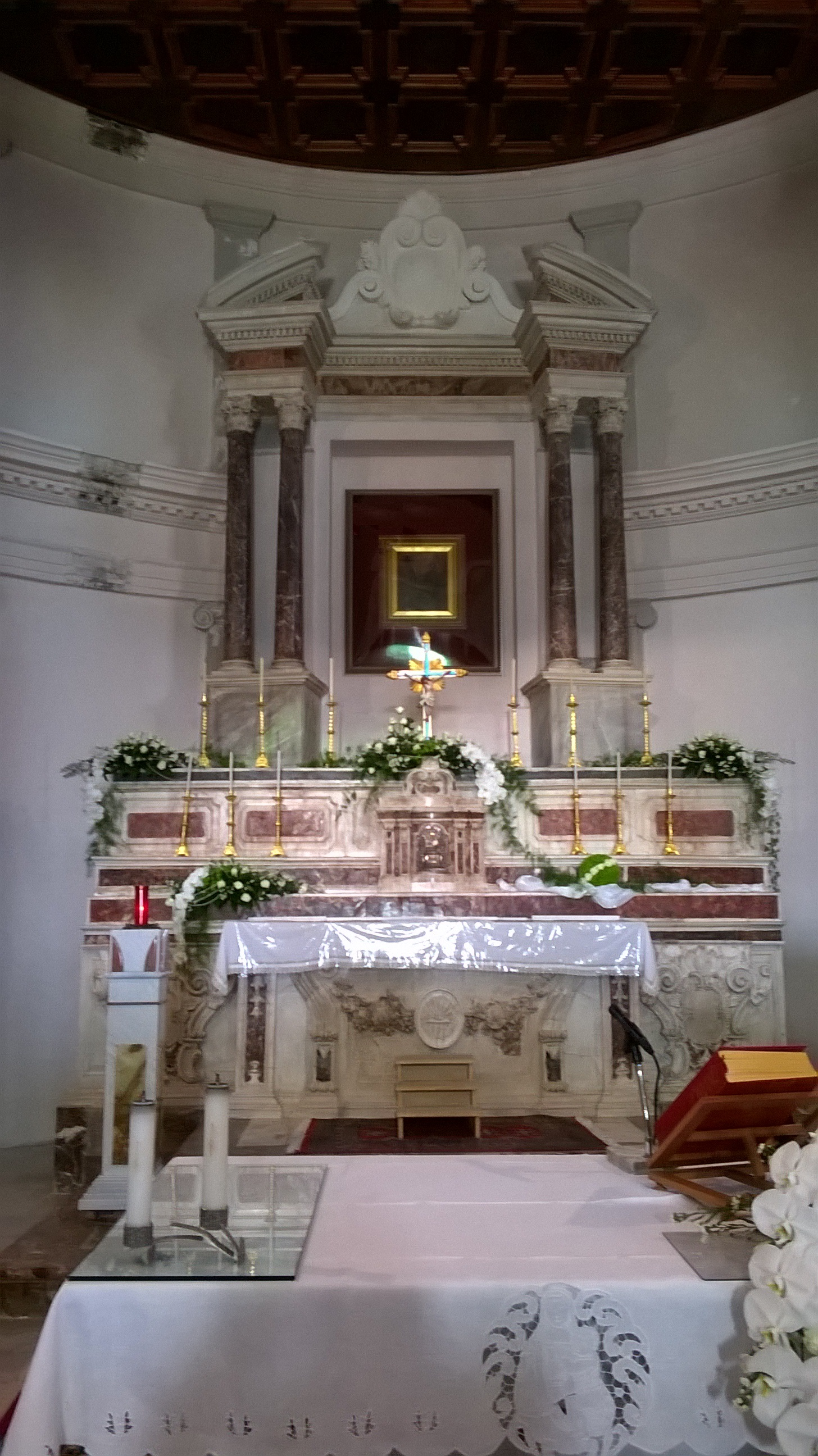
Altare maggiore in marmi policromi
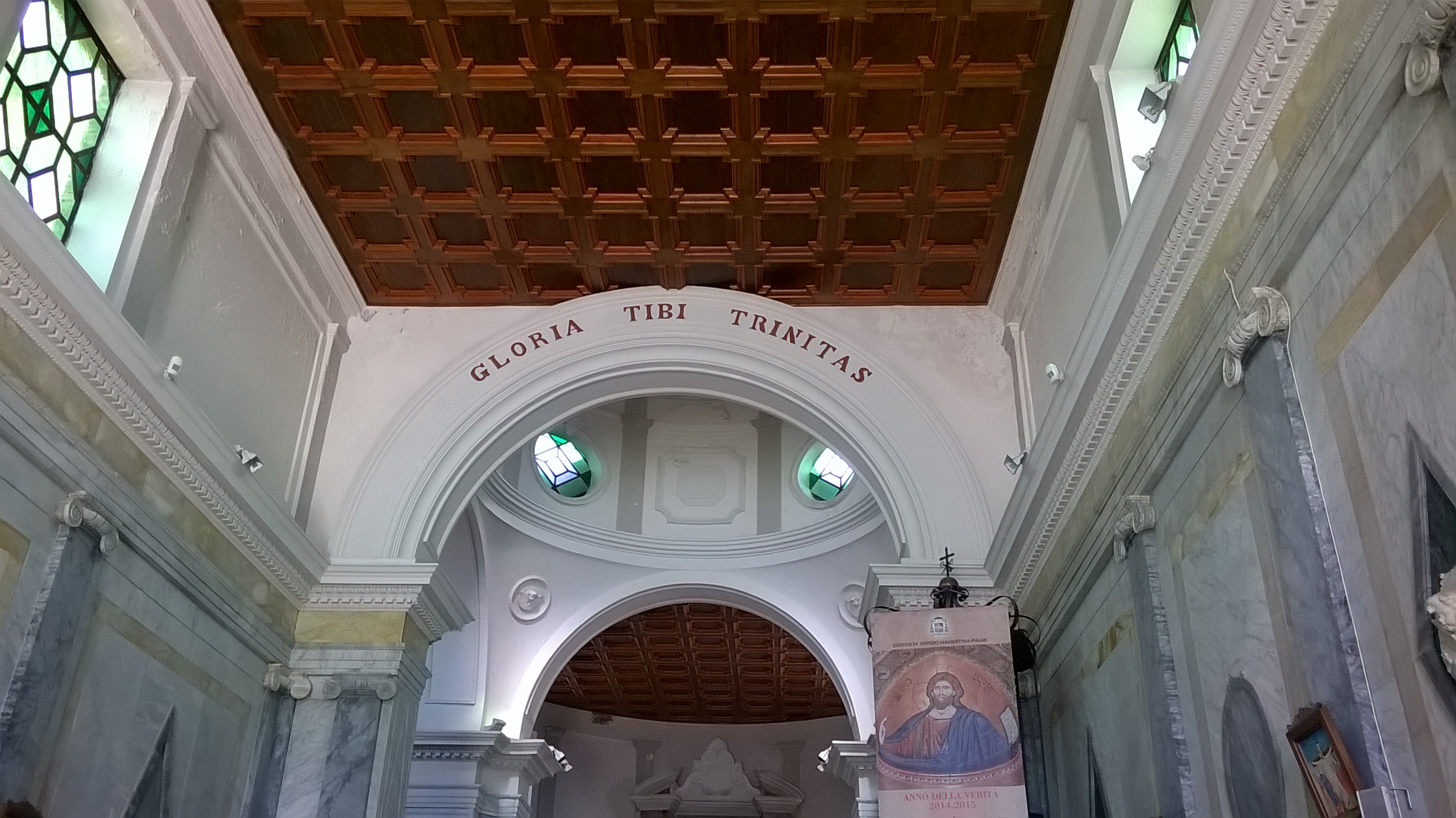
Interno della Chiesa, con particolare del tetto a cassettoni in legno, ricostruito completamente dopo l'incendio del 1988
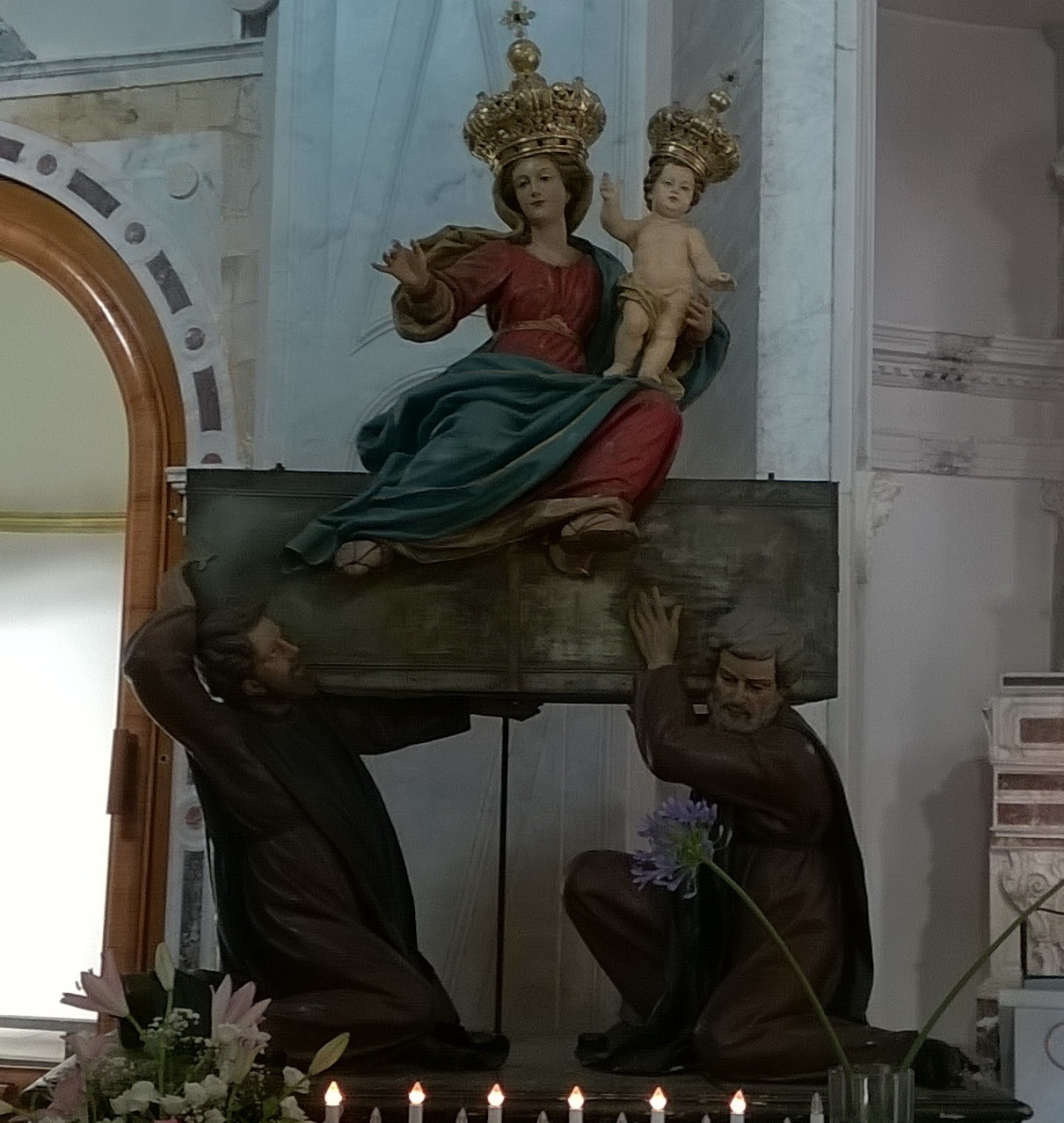
Statua lignea della Madonna dell'Itria (1798)

## Festività e ricorrenze
- Festa di Maria Santissima dell'Itria (secondo sabato di luglio, con processione per le vie cittadine).[8]

## Titoli
- Santuario diocesano. Il 18 agosto 1997, la chiesa venne eretta a santuario diocesano con bolla vescovile di mons. Domenico Crusco, vescovo della Diocesi di Oppido Mamertina-Palmi;[9]
- Chiesa sussidiaria. Il luogo di culto appartiene alla Parrocchia di Santa Marina Vergine.

Inoltre, il santuario è stato elevato a chiesa giubilare della diocesi di Oppido Mamertina-Palmi in occasione del Giubileo ordinario del 2025.